# Timonius enderianus
Timonius enderianus är en måreväxtart som beskrevs av Otto Warburg. Timonius enderianus ingår i släktet Timonius och familjen måreväxter. Inga underarter finns listade i Catalogue of Life.